# 胡偉 (正德進士)
胡偉（1478年—？），字邦奇，湖廣安陸州京山縣人，軍籍，明朝政治人物。

## 生平
湖廣鄉試第十三名舉人。正德十六年（1521年）中式辛巳科會試第一百三十名，登第三甲第五十名進士。由永新令遷知颍州，祀名宦。

## 家族
曾祖胡添福；祖父胡淵；父胡思忠，曾任主簿。嫡母易氏；生母朱氏。永感下。